# ティラスポリ

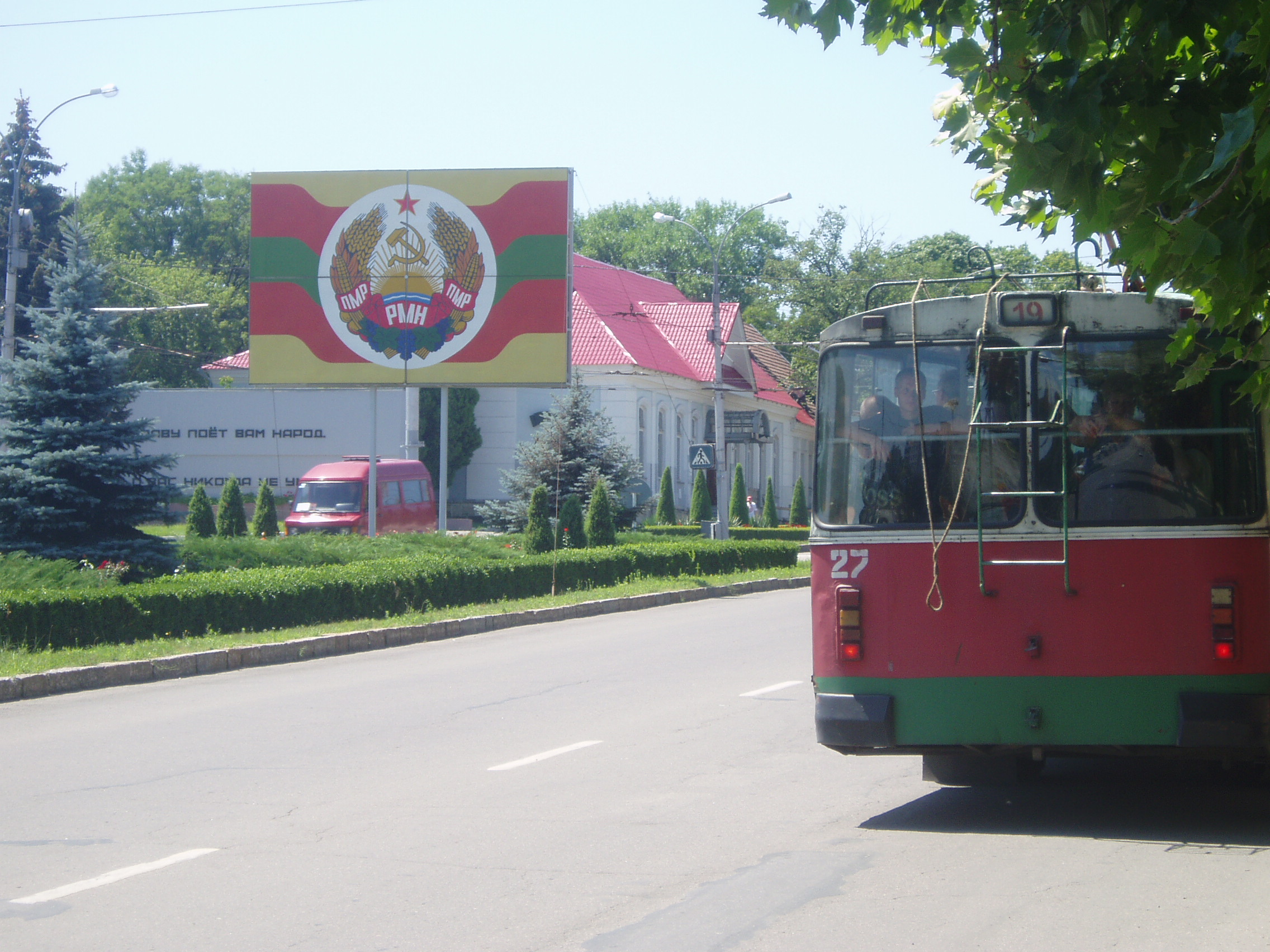
ティラスポリのトロリーバスと市街風景

ティラスポリ（モルドバ語: Tiraspol / Тираспол、ロシア語: Тирáсполь）は、モルドバより事実上独立している沿ドニエストル共和国の首都。ティラスポールとも表記される。ただし、沿ドニエストルの独立は国際的には承認されておらず、モルドバの一部とされている。人口は127,202人（2023年）。

## 市内
ソビエト連邦の崩壊に伴い独立したモルドバ中央政府と対峙している沿ドニエストル共和国の首都であるため、市内にはソ連時代を称揚する記念碑や銅像がそのまま残っている。政府ビル前にはレーニン像が建つほか、「大祖国戦争」でソ連を対独勝利に導いたT-34戦車が広場の記念碑として飾られている。またアフガニスタン侵攻や、モルドバと沿ドニエストルとの1992年の衝突（トランスニストリア戦争）の記念碑が建っている。その結果、ロシア連邦軍が駐留するようになった。家具や電機など軽工業の工場が立地する。 

## 歴史
ティラスポリは1792年に、第二次露土戦争を戦ったロシア帝国の軍人アレクサンドル・スヴォーロフによって建設された。かつてこの地には古代ギリシアのポリス・ミレトスが紀元前600年ごろに作った植民地ティラス（Tyras）があった。中世にはモルドバ人の都市 スクレヤ・ヴェケ（Sucleia Veche）があったが、1787年にオスマン帝国軍に放火された。この町の跡地の近くに、オスマン帝国との国境を守る砦としてティラスポリが築かれた。ティラスポリの名は、ドニエストル川を指す古代ギリシア語のティラス（Tiras）と、都市を表すポリス（polis）を合わせたものである。
1812年までにドニエストル川の対岸にあたるモルダビア公国の東半分（ベッサラビア）もロシア帝国領となり、ティラスポリ周辺にはロシア人やウクライナ人が入植した。第一次世界大戦後にはベッサラビアはルーマニア領となったが、ドニエストル川東岸はソビエト連邦のウクライナ社会主義ソビエト共和国のモルダヴィア自治ソビエト社会主義共和国となり、ルーマニア人が多数を占める地域となっていた。ティラスポリは1929年から1940年まで共和国の首都となった。
1940年、独ソ不可侵条約の秘密議定書によりベッサラビアはルーマニアからソ連に割譲されてモルダビア・ソビエト社会主義共和国が設立され、ティラスポリ周辺もその一部に編入された。独ソ戦に伴い、ティラスポリにもナチス・ドイツ軍とその同盟国であるルーマニア軍が侵入し、一時的にルーマニア領となった。
1990年以後、ティラスポリはベンデルとともに沿ドニエストル共和国として独立を宣言し、以後その事実上の首都となっている。
2022年4月25日、ロシア国営通信はティラスポリ市内の国家保安省の建物周辺で爆発音が相次いだと報じた。同年に発生したロシアによるウクライナ侵攻の最中であり、憶測も飛び交った。

## 政治
ティラスポリは地区には属さず、ティラスポリ市およびドネストロフスク市政府（ロシア語: Госадминистрация города Тирасполь и города Днестровск）によって統治される。市長はオレグ・ドヴゴポリ。
ティラスポリ市およびドネストロフスク市政府にはティラスポリ市のほかに、スロボゼヤ地区に位置する以下の都市・集落を含む。
- ドネストロフスク（英語版）市
- クレメンチュク（ロシア語版）村
- ノヴォティラスポリ（ロシア語版）村

モルドバの行政区画では県に属さない特別市として扱われている。

## 人口構成
1989年の段階で市の人口は19万人、うち41%がロシア人で32%がウクライナ人、18%がモルドバ人だった。その後の沿ドニエストルの分離独立宣言と武力衝突によりモルドバ人が流出したほか、ユダヤ人も海外へ移民し、人口は減少した。2004年の国勢調査では人口は158,069人となっている。
19世紀末にはユダヤ人人口が増加し、1897年には8,668人と人口の27%を占めた。第二次世界大戦前も30%近くはユダヤ人であったが、ナチス・ドイツの侵攻によりユダヤ人は激減した。戦後には1万人ほどに回復したとみられているが、1990年以後の海外流出により2007年のユダヤ人人口は2,200人となっている。市内ではシナゴーグやユダヤ人墓地への攻撃など、ユダヤ人に対する迫害が起きた。

## 気候
| ティラスポリの気候                                 | ティラスポリの気候 | ティラスポリの気候 | ティラスポリの気候 | ティラスポリの気候 | ティラスポリの気候 | ティラスポリの気候 | ティラスポリの気候 | ティラスポリの気候 | ティラスポリの気候 | ティラスポリの気候 | ティラスポリの気候 | ティラスポリの気候 | ティラスポリの気候 |
| 月                                                 | 1月                | 2月                | 3月                | 4月                | 5月                | 6月                | 7月                | 8月                | 9月                | 10月               | 11月               | 12月               | 年                 |
| -------------------------------------------------- | ------------------ | ------------------ | ------------------ | ------------------ | ------------------ | ------------------ | ------------------ | ------------------ | ------------------ | ------------------ | ------------------ | ------------------ | ------------------ |
| 平均最高気温 °C （°F）                             | 0.7 (33.3)         | 2.3 (36.1)         | 7.8 (46)           | 16.5 (61.7)        | 22.5 (72.5)        | 25.8 (78.4)        | 27.4 (81.3)        | 27.3 (81.1)        | 23.0 (73.4)        | 16.1 (61)          | 8.6 (47.5)         | 3.3 (37.9)         | 15.1 (59.2)        |
| 平均最低気温 °C （°F）                             | −6.1 (21)          | −4.3 (24.3)        | −0.7 (30.7)        | 5.1 (41.2)         | 10.3 (50.5)        | 13.8 (56.8)        | 15.5 (59.9)        | 14.7 (58.5)        | 10.3 (50.5)        | 5.3 (41.5)         | 1.3 (34.3)         | −2.8 (27)          | 5.2 (41.4)         |
| 降水量 mm （inch）                                 | 33 (1.3)           | 35 (1.38)          | 28 (1.1)           | 35 (1.38)          | 52 (2.05)          | 72 (2.83)          | 63 (2.48)          | 49 (1.93)          | 38 (1.5)           | 26 (1.02)          | 36 (1.42)          | 38 (1.5)           | 495 (19.49)        |
| 平均降水日数                                       | 11                 | 11                 | 9                  | 10                 | 11                 | 11                 | 10                 | 7                  | 7                  | 7                  | 11                 | 11                 | 116                |
| 出典：World Weather Information Service 2008-01-06 |                    |                    |                    |                    |                    |                    |                    |                    |                    |                    |                    |                    |                    |

## 交通
航空
- ティラスポリ空港

鉄道
- 沿ドニエストル鉄道 - ティラスポリ駅

## スポーツ
ティラスポリではサッカーが盛んであり、名門クラブのFCシェリフ・ティラスポリが本拠地を置いている。クラブはUEFAチャンピオンズリーグの2021-22シーズンに、本戦のグループリーグに出場しFCシャフタール・ドネツクやレアル・マドリードを下すなど快進撃をみせた。

## 姉妹都市
- カルーガ、ロシア
- トロンハイム、ノルウェー
- セヴェロドヴィンスク、ロシア
- スフミ、アブハジア（国際的にはジョージアの一部）
- ツヒンヴァリ、南オセチア（国際的にはジョージアの一部）